# Pollia sumatrana
Pollia sumatrana là một loài thực vật có hoa trong họ Commelinaceae. Loài này được Hassk. miêu tả khoa học đầu tiên năm 1870.